# Beng Rovigo Volley
La Beng Rovigo Volley è una società pallavolistica femminile italiana con sede a Rovigo.

## Storia
La Beng Rovigo Volley viene fondata il 1º luglio 2010 ed ammessa a partecipare al campionato di Serie B2 per la stagione 2010-11; nell'annata successiva, grazie al primo posto in classifica viene promossa in Serie B1.
Al termine del campionato 2012-13 viene ripescata in Serie A2, partecipando nella stagione 2013-14 al suo primo torneo da professionista: alla fine della stagione 2015-16, a causa del tredicesimo posto in classifica, retrocede in Serie B1. Tuttavia per problemi economici la società riparte dalle attività giovanili.